# Astragalus juvenalis
Astragalus juvenalis es una especie de planta del género Astragalus, de la familia de las leguminosas, orden Fabales.

## Distribución
Astragalus juvenalis se distribuye por Kazajistán.

## Taxonomía
Fue descrita científicamente por Delile. Fue publicada en Index Seminum Hort. Monsp. (1836) 22.